# François Sales de Costebelle
François Sales de Costebelle est un homme politique français né le 15 mars 1740 au Cros (Hérault) et décédé le 23 septembre 1821 au Caylar (Hérault).
Avocat à Pégairolles, il est député du tiers état aux états généraux de 1789 pour la sénéchaussée de Béziers, siégeant dans la majorité.

## Sources
- « François Sales de Costebelle », dans Adolphe Robert et Gaston Cougny, Dictionnaire des parlementaires français, Edgar Bourloton, 1889-1891 [détail de l’édition]